# Wien Mitte
Wien Mitte egy ausztriai vasútállomás Bécs 3. kerületében, Landstraßéban. 2016-ban a Schönster Bahnhof Österreichs verseny harmadik helyezettje lett a Wien Westbahnhoffal együtt. Ez a végállomása a City Airport Trainnek, amely a bécs-schwechati nemzetközi repülőtérrel köti össze Bécset. Emellett az S-Bahn törzsvonalak legfőbb csómópntja, emiatt fontos szerepet játszik Bécs északi, északkeleti agglomerációjának közlekedésében.

## Vasútvonalak
Az állomást az alábbi vasútvonalak érintik:
- Verbindungsbahn

## Kapcsolódó állomások
A vasútállomáshoz az alábbi állomások vannak a legközelebb:
- Wien Rennweg
- Wien Praterstern
- Bahnhof Flughafen Wien

## Forgalom
| Vonal | Útvonal |
| ----- | --- |
| R     | Regional- és Regionalexpress-vonatok Payerbach-Reichenau, Břeclav, Znojmo, Wiener Neustadt Hauptbahnhof felé |
| S1    | Wien Meidling – Wien Matzleinsdorfer Platz – Wien Hauptbahnhof 1-2 – Wien Quartier Belvedere – Wien Rennweg – Wien Mitte – Wien Praterstern – Wien Traisengasse – Wien Handelskai – Wien Floridsdorf – Wien Siemensstraße – Wien Leopoldau – Wien Süßenbrunn – Gänserndorf – Marchegg |
| S2    | Mödling – Wien Liesing – Wien Atzgersdorf – Wien Hetzendorf – Wien Meidling – Wien Matzleinsdorfer Platz – Wien Hauptbahnhof 1-2 – Wien Quartier Belvedere – Wien Rennweg – Wien Mitte – Wien Praterstern – Wien Traisengasse – Wien Handelskai – Wien Floridsdorf – Wien Siemensstraße – Wien Leopoldau – Gerasdorf – Wolkersdorf – Mistelbach (– Laa an der Thaya) |
| S3    | Wiener Neustadt Hauptbahnhof – Baden – Wien Liesing – Wien Atzgersdorf – Wien Hetzendorf – Wien Meidling – Wien Matzleinsdorfer Platz – Wien Hauptbahnhof 1-2 – Wien Quartier Belvedere – Wien Rennweg – Wien Mitte – Wien Praterstern – Wien Traisengasse – Wien Handelskai – Wien Floridsdorf – Wien Brünner Straße – Wien Jedlersdorf – Wien Strebersdorf – Stockerau – Hollabrunn |
| S4    | Wiener Neustadt Hauptbahnhof – Baden – Wien Liesing – Wien Atzgersdorf – Wien Hetzendorf – Wien Meidling – Wien Matzleinsdorfer Platz – Wien Hauptbahnhof 1-2 – Wien Quartier Belvedere – Wien Rennweg – Wien Mitte – Wien Praterstern – Wien Traisengasse – Wien Handelskai – Wien Floridsdorf – Wien Brünner Straße – Wien Jedlersdorf – Wien Strebersdorf – Stockerau – Absdorf-Hippersdorf (– Tulln Stadt – Tullnerfeld)                                                                    |
| S7    | Wien Floridsdorf – Wien Handelskai – Wien Traisengasse – Wien Praterstern – Wien Mitte – Wien Rennweg – Wien St. Marx – Wien Geiselbergstraße – Wien Zentralfriedhof – Wien Kaiserebersdorf – Schwechat – Mannswörth – Flughafen Wien – Fischamend – Maria Ellend a.d. Donau – Kroatisch Haslau – Regelsbrunn – Wildungsmauer – Petronell-Carnuntum – Bad Deutsch-Altenburg – Hainburg a.d. Donau Kulturfabrik – Hainburg a.d. Donau Personenbahnhof – Hainburg a.d. Donau Ungartor – Wolfsthal |
|       | Wien Mitte-Landstraße - Oper, Karlsplatz - Pilgramgasse - Längenfeldgasse - Hietzing (Hadikgasse) - Hütteldorf - St. Pölten |

## Megközelítése közösségi közlekedéssel
- Metró:   U3 ,  U4
- Villamos:  O
- Autóbusz:  74A
- Éjszakai autóbusz:  N75